# Filipstad
Filipstad je grad u središnjoj Švedskoj u županiji Värmland.

## Stanovništvo
Prema podacima o broju stanovnika iz 2005. godine u gradu živi 6.177 stanovnika.

## Vanjske poveznice
- Službena stranica grada

### Ostali projekti
|  | Zajednički poslužitelj ima još gradiva o temi Filipstad |